# 영주시립도서관
영주시립도서관은 경상북도 영주시 소재의 시립 도서관이다.

## 연혁
- 1998년 12월 29일 영주시립도서관 착공
- 2003년 8월 31일 영주시립도서관 준공
- 2004년 4월 19일 영주시립도서관 운영조례 및 시행규칙제정
- 2004년 7월 1일 영주시립도서관 개관
- 2005년 10월 4일 영주시립도서관 보수 및 증축공사
- 2007년 6월 15일 영주시립도서관 운영조례시행규칙 개정
  - 대출 : 7일 → 10일
  - 반납연기 : 3일 → 5일
  - 자료실 이용시간 연장 : 17:00 → 18:00(1시간)
- 2007년 10월 14일 영주시립도서관 운영위원회 구성
- 2007년 12월 3일 영주시립도서관 운영조례시행규칙 개정
  - "도서관및도서진흥법" 을 "도서관법"으로 변경
  - 문화강좌실 사용료에 관한 사항 폐지

## 시설현황
- 1층 : 아동ㆍ일반자료실(84석), 사무실, 휴게실
- 2층 : 열람실(97석), 디지털자료실(20석)
- 편의시설 : 장애인전용 엘리베이터, 이용자 사물함(101개)